# Patos Sinus
Il Patos Sinus è una struttura geologica della superficie di Titano.